# Waverly, Illinois
Waverly là một thành phố thuộc quận Morgan, tiểu bang Illinois, Hoa Kỳ. Năm 2010, dân số của thành phố này là 1307 người.

## Dân số
Dân số qua các năm:
- Năm 2000: 1346 người.
- Năm 2010: 1307 người.